# Religionsgeschichtliche Schule
Der Name Religionsgeschichtliche Schule steht für eine Gruppe von deutschen evangelischen Theologen, die sich um 1890 vorwiegend in Göttingen habilitierten.
Ihr Kreis bestand aus Bernhard Duhm (1873), Albert Eichhorn (1856–1926; 1886), Hermann Gunkel (1888), Johannes Weiß (1888), Wilhelm Bousset (1890), Alfred Rahlfs (1891), Ernst Troeltsch (1891), William Wrede (1891), Heinrich Hackmann (1893) sowie den später habilitierten Rudolf Otto (1898), Hugo Greßmann (1902) und Wilhelm Heitmüller (1902). Gedanklich verwandt zählten zu ihrem Umfeld Carl Mirbt (1888), Carl Clemen (1892), Heinrich Weinel (1899) und – zumindest in jungen Jahren – der Schweizer Paul Wernle (1897).
Zunächst beeinflusst von Albrecht Ritschl, vollzogen sie bald bewusst die Abkehr von dessen auf dogmatischen Überlegungen fußender historisch-kritischer Bibelexegese. Unter Aufnahme auch von philologischen und altertumswissenschaftlichen Ansätzen traten die Mitglieder jener Schule für einen radikalen Historismus in der theologischen Forschung ein, der die Bibel und zeitgleich entstandene urchristliche Zeugnisse in einen universalen geistes- und kulturgeschichtlichen Zusammenhang stellte. Dabei wurde versucht, jüdische, babylonische, persische und hellenistische Einflüsse auf das entstehende Christentum nachzuweisen. Konsequent führte dieser Ansatz zu einer verstärkten Beschäftigung mit fremden Religionen. Ein Vergleich der verschiedenen Religionen miteinander wurde jedoch nicht angestrebt; das Bemühen galt allein dem Verstehen der Entstehung des Christentums durch Untersuchung der in ihm nachweisbaren äußeren Einflüsse.
Die Bedeutung der Religionsgeschichtlichen Schule reichte weit über den innertheologischen Bereich hinaus. Konstitutiv wurde das Bestreben ihrer Vertreter, die teilweise revolutionären Ergebnisse ihrer Forschungsarbeit einer möglichst breiten Öffentlichkeit zugänglich zu machen. Dem lag die Überzeugung zugrunde, dass die populäre Vermittlung ihrer theologischen Forschungsergebnisse zu einer Erweiterung des religiösen Bewusstseins in breiten Bevölkerungsschichten führen müsse. So entwickelten sie eine rege Vortragstätigkeit. Ihre populärwissenschaftlichen Publikationen – Buchreihen wie die Religionsgeschichtlichen Volksbücher, die Lebensfragen, die Forschungen zur Religion und Literatur des Alten und Neuen Testaments (FRLANT) oder das Göttinger Bibelwerk, aber auch ihr großes Lexikonwerk Die Religion in Geschichte und Gegenwart (RGG) – fanden nach der Jahrhundertwende regen Absatz.
Die Abkehr vom Historismus in der evangelischen Theologie führte nach dem Ersten Weltkrieg zum Niedergang der Religionsgeschichtlichen Schule, zumal mehrere ihrer führenden Vertreter früh verstorben waren. Doch von ihnen entwickelte und in der Theologie etablierte Begriffe wie „Traditionsgeschichte“, „Formgeschichte“, „Sitz im Leben“, „Spätjudentum“, „Hellenistische Gemeinde“ verweisen auf eine immer noch andauernde Wirkungsgeschichte.
Bedingt durch eine vorsichtige Rückbesinnung auf die Fragestellungen des theologischen Historismus in der heutigen „postdialektischen“ Phase der deutschen Theologie, finden jedoch die Forschungsansätze der „Religionsgeschichtlichen Schule“ wieder verstärktes Interesse.